# Дажовиці
Дажовиці (пол. Darzowice) — село в Польщі, у гміні Волін Каменського повіту Західнопоморського воєводства.
Населення — 41 особа (2011).
У 1975-1998 роках село належало до Щецинського воєводства.

## Демографія
Демографічна структура станом на 31 березня 2011 року:
|          | Загалом | Допрацездатний вік | Працездатний вік | Постпрацездатний вік |
| -------- | ------- | ------------------ | ---------------- | -------------------- |
| Чоловіки | 19      | 5                  | 14               | 0                    |
| Жінки    | 22      | 4                  | 10               | 8                    |
| Разом    | 41      | 9                  | 24               | 8                    |